# 프리젠토
프리젠토(이탈리아어: Frigento)는 이탈리아 캄파니아주 아벨리노도의 코무네다.